# چهل تن فین
مجموعه چهل تن فین در کاشان، میدان قاضی اسد اله، بقعه چهل تن واقع شده و این اثر در تاریخ ۱۶ مرداد ۱۳۵۷ با شمارهٔ ثبت ۱۶۲۹ به‌عنوان یکی از آثار ملی ایران به ثبت رسیده است.